# Năng lượng thực phẩm

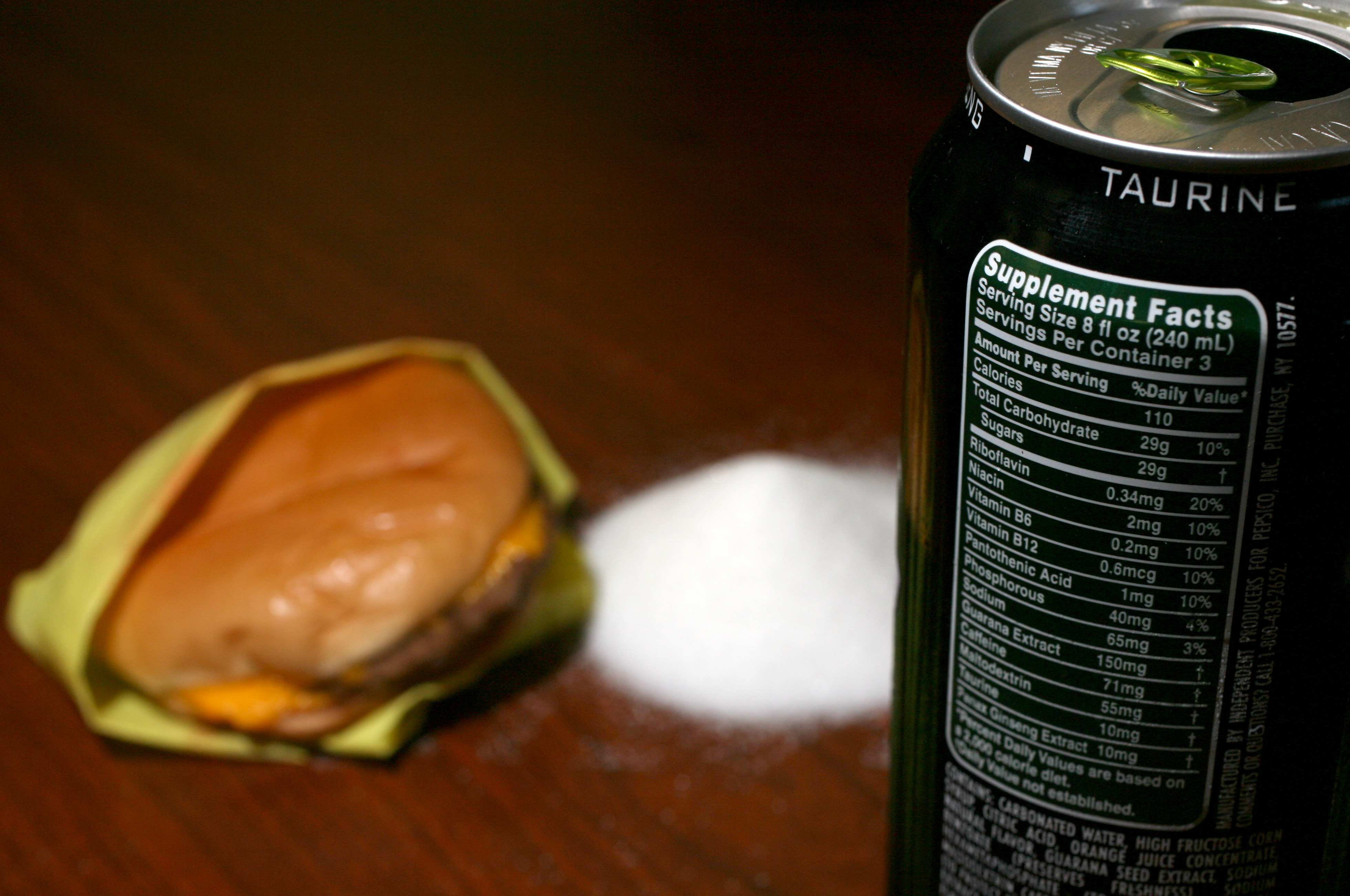
Chai nước tăng lực 710ml với năng lượng tạo ra 330 kcal, nhiều hơn một burger phô mai thức ăn nhanh, và tương đương với 18 gói đường phục vụ một lần

Năng lượng thực phẩm là năng lượng hóa học mà động vật (bao gồm cả con người) lấy từ thức ăn thông qua quá trình hô hấp tế bào. Hô hấp tế bào có thể liên quan đến phản ứng hóa học của các phân tử thực phẩm với oxy phân tử  (hô hấp hiếu khí) hoặc quá trình sắp xếp lại các phân tử thực phẩm mà không cần thêm oxy (hô hấp yếm khí).

## Tổng quan
Con người và các động vật khác cần một lượng năng lượng thực phẩm tối thiểu để duy trì sự trao đổi chất và điều khiển cơ bắp. Thực phẩm bao gồm chủ yếu là carbohydrat, chất béo, protein, nước, vitamin và khoáng chất. Carbonhydrat, chất béo, protein và nước chiếm gần như toàn bộ trọng lượng của thực phẩm, với vitamin và khoáng chất chỉ chiếm một tỷ lệ nhỏ trong trọng lượng. (Carbonhydrat, chất béo và protein chiếm chín mươi phần trăm trọng lượng khô của thực phẩm.) Các sinh vật lấy được năng lượng thực phẩm từ carbohydrat, chất béo và protein cũng như từ axit hữu cơ, polyol và ethanol có trong chế độ ăn uống. Một số thành phần chế độ ăn uống cung cấp ít hoặc không có năng lượng thực phẩm, chẳng hạn như nước, khoáng chất, vitamin, cholesterol và chất xơ không hòa tan, vẫn có thể cần thiết cho sức khỏe và sự sống còn vì những lý do khác. Nước, khoáng chất, vitamin và cholesterol không bị phá vỡ (chúng được cơ thể sử dụng ở dạng chúng được hấp thụ) và do đó không thể sử dụng làm năng lượng. Chất xơ không thể được tiêu hóa hoàn toàn bởi hầu hết các động vật, kể cả con người, vốn chỉ có thể trích xuất 2 kcal/g (8,4 kJ/g) năng lượng thực phẩm tính trên trọng lượng. Động vật nhai lại có thể chiết xuất gần 4 kcal/g (17 kJ/g) từ chất xơ nhờ có vi khuẩn trong dạ cỏ của chúng.
Sử dụng Hệ thống đơn vị quốc tế, các nhà nghiên cứu đo năng lượng theo joules (J) hoặc theo bội số của nó; kilojoule (kJ) thường được sử dụng cho số lượng liên quan đến thực phẩm. Một đơn vị năng lượng hệ thống cũ hơn, vẫn được sử dụng rộng rãi trong các bối cảnh liên quan đến thực phẩm, là calorie; chính xác hơn là "calo thực phẩm", "calo lớn" hoặc kilocalorie (kcal hoặc Cal), tương đương với 4184 joules. (Tương phản giữa "calo nhỏ" (cal), tương đương với 1/1000 của một calorie thực phẩm, thường được sử dụng trong hóa học và vật lý.) Trong Liên minh Châu Âu, cả kilocalorie ("kcal") và kilojoule ("kJ") đều xuất hiện trên nhãn dinh dưỡng. Ở nhiều quốc gia, chỉ có một trong các đơn vị được hiển thị; ở Canada và Hoa Kỳ đánh vần đơn vị là "calorie" hoặc "Calorie".
Chất béo và ethanol có năng lượng thực phẩm lớn nhất trên mỗi gram, 37 và 29 kilôjun trên gam (8,8 và 6,9 kcal/g). Protein và hầu hết carbohydrate đều có tỷ lệ năng lượng khoảng 17 kJ/g (4 kcal/g).  Mật độ năng lượng khác nhau của thực phẩm (chất béo, rượu, carbohydrat và protein) chủ yếu nằm ở tỷ lệ khác nhau của các nguyên tử carbon, hydro và oxy. Các carbohydrat không dễ hấp thụ, chẳng hạn như chất xơ, hoặc đường sữa ở những người không dung nạp đường sữa, đóng góp ít năng lượng thực phẩm. Polyol (bao gồm rượu đường) và axit hữu cơ đóng góp tỷ lệ năng lượng 10 kJ/g (2,4 kcal/g) và 13 kJ/g (3,1 kcal/g).

## Đo lường
Về mặt lý thuyết, người ta có thể đo năng lượng thực phẩm theo nhiều cách khác nhau, bằng cách sử dụng (giả sử) năng lượng tự do Gibbs bị đốt cháy hoặc lượng ATP được tạo ra bằng cách chuyển hóa thức ăn. Tuy nhiên, quy ước là sử dụng nhiệt của phản ứng oxy hóa tạo ra nước lỏng. Năng lượng thực phẩm thông thường dựa trên các đốt nóng trong nhiệt lượng kế của bom và hiệu chỉnh có tính đến hiệu quả của quá trình tiêu hóa và hấp thu và sản xuất urê và các chất khác trong nước tiểu. Nhà hóa học người Mỹ Wilbur Atwater đã thực hiện những chỉnh sửa này vào cuối thế kỷ 19  (xem hệ thống Atwater để biết thêm chi tiết). Dựa trên các khám phá của Atwater, việc tính toán hàm lượng năng lượng của thực phẩm bằng cách sử dụng 4 kcal/g (17 kJ/g) cho carbohydrat & protein, và 9 kcal/g (38 kJ/g) cho lipid. Hệ thống này sau đó đã được Annabel Merrill và Bernice Watt của Bộ Nông nghiệp Hoa Kỳ cải thiện, và Bộ Nông nghiệp đã đưa ra một hệ thống theo đó các yếu tố chuyển đổi calo cụ thể cho các loại thực phẩm khác nhau đã được đề xuất.